# Salzwelten
Salzwelten, er en fællesbetegnelse for tre saltminer ved Salzburg i Østrig der er åben for publikum.
I området er der dybt nede i bjergene udvundet salt i flere tusinde år.
Salt kaldes også for det hvide guld. Hallein Bad Dürrnberg ved Salzburg, Hallstatt og Altaussee er de tre steder. For danske turister er saltbjergværket Hallein nok det mest kendte.
Saltbjergværket i Bad Dürrnberg/Salzburg hed før Salzbergwerk Dürrnberg eller Salzbergwerk Hallein.
Før i tiden, i 1950erne blev man ved et besøg i saltbjergværket Hallein, iført sort overtrækstøj og en sort kalot, for at beskytte mod saltdryp. Senere fik man udleveret en stor læderlap, den hang bagpå, så man lignede en rigtig saltværksarbejder. Man sad overskrævs på et minetog 400 m ind i minen. På den udleverede læderlap, skulle man nu kure ned af en meget lang træsliske.
Her var en illumineret saltsø, som man sejlede over.